# Confraria dels Colls
La Confraria dels Colls va ser una entitat beneficosocial que es va fundar el 1343 a Sant Llorenç de Morunys, i va existir i perdurar fins a la seva dissolució, el 1951. La Confraria laical dels Colls, que fou fundada el darrer terç del segle xiii, a l'església prioral de Sant Llorenç de Morunys, tingué una important influència en la vida civil i religiosa de la vila i comarca. Era regida per quatre priors i administradors que es renovaven cada dos anys per meitats, entre els mercaders i artesans de la vila. A més d'artesans, pagesos i mercaders, la confraria aplegava clergues i nobles. N'eren confrares tots els habitants de Sant Llorenç i dels pobles de la comarca, els ducs de Cardona i diverses persones de Solsona, la Seu d'Urgell, Berga, Barcelona, etc. Tingué senyoria sobre tres pobles del Solsonès: Clarà (Castellar de la Ribera), Peracamps i els Torrents, i adquirí propietats, deixà diners, fundà beneficis i feu construir l'altar xorigueresc de la Mare de Déu dels Colls, a l'església parroquial de Sant Llorenç, obra de l'escultor Josep Pujol i Juhí, que va ser realitzada entre els anys 1773 i 1789. L'any 1845 la confraria havia perdut tot el seu patrimoni. Ja no podia desenvolupar la seva funció espiritual, social i humanitària com havia fet durant sis segles, des de la baixa edat mitjana. Continuà existint fins al 1948, amb pocs recursos, però, ja no pogué recuperar-se, havent perdut tots els béns patrimonials i el senyoriu que havia posseït al Solsonès.